# سپو کیلپونن
سپو کیلپونن (فنلاندی: Seppo Kilponen؛ زادهٔ ۲۰ سپتامبر ۱۹۴۱) بازیکن فوتبال اهل فنلاند بود.
وی همچنین در تیم ملی فوتبال فنلاند بازی کرده‌است.